# Aluata ursí
L'aluata ursí (Alouatta arctoidea) és una espècie d'aluata nadiu de Veneçuela i, possiblement, Colòmbia. A vegades se'l considera una subespècie de l'aluata vermell (com a Alouatta seniculus arctoidea).